# Giuseppe Berretta
Giuseppe Berretta (Catania, 11 giugno 1970) è un politico italiano.

## Biografia
Nato a Catania, ma vive a Sant'Agata li Battiati (Catania), figlio della commerciante Margherita Scuderi e del docente universitario Paolo Berretta, vicesindaco di Catania nella giunta comunale guidata da Enzo Bianco negli anni '90; è sposato ed ha due figlie: Martina e Margherita.
Dopo aver conseguito la maturità classica al liceo Mario Cutelli di Catania, si è laureato nel 1993 in giurisprudenza all'Università di Catania, con una tesi sul lavoro nelle società cooperative, e nel 1999 consegue il dottorato di ricerca in Diritto del Lavoro Europeo, diventando successivamente ricercatore universitario e professore aggregato di Diritto del Lavoro presso l'Università Kore di Enna.

### Attività politica
Negli anni trascorsi all'università matura le prime esperienze in politica, prima come segretario cittadino di Catania della Sinistra Giovanile (SG), l'organizzazione giovanile del Partito Democratico della Sinistra prima e dei Democratici di Sinistra (DS) dopo, poi nel 1993 diventa segretario provinciale della SG di Catania e nel 2002 diventa segretario cittadino dei DS a Catania, carica che mantenne fino al 2005.
Alle elezioni amministrative del 2005 viene eletto consigliere comunale di Catania con i DS, incarico che ricopre fino al 2008.
Alle elezioni politiche del 2008 viene eletto alla Camera dei deputati come capolista del Partito Democratico nella circoscrizione Sicilia 2.
Alle elezioni primarie del PD nel 2009 sostiene la mozione di Pier Luigi Bersani, ex ministro dello sviluppo economico nel secondo governo Prodi, che risulterà vincente con il 53% dei voti, e successivamente farà parte appunto della corrente interna dei "bersaniani" nel PD.
Fa parte della commissione Lavoro alla Camera dei Deputati.
Alle elezioni politiche del 2013 è stato nuovamente candidato alla Camera dei deputati con il Partito Democratico, venendo rieletto.
In seguito alla nascita del governo di larghe intese guidato da Enrico Letta tra PD, Il Popolo della Libertà, Unione di Centro e Scelta Civica, il 3 maggio 2013 entra a far parte del governo Letta come sottosegretaria di Stato al Ministero della Giustizia affiancando il ministro Anna Maria Cancellieri e rimanendo in carica fino al 22 febbraio 2014, quando non viene riconfermato in tale incarico nel nuovo governo Renzi.
Alle primarie del PD del 2017 sostiene la mozione di Andrea Orlando, ministro della giustizia nei governi Renzi e Gentiloni ed esponente dell’area socialdemocratica del PD, entrando a far parte della Direzione Nazionale del PD.
Ad aprile 2021 viene chiamato in qualità di esperto dal Ministero del Lavoro e delle Politiche Sociali sotto Orlando nel governo Draghi.